# Нумерий Фабий Бутеон (претор)
Нумерий Фабий Бутеон (на латински: Numerius Fabius Buteo) е политик на Римската република от фамилията Фабии, клон Бутеони.
Той е претор 173 пр.н.е. и е номиниран за управител на Близка Испания, но умира в Марсилия.